# Palmata
Palmata è un piccolo paese facente parte dell'ottava circoscrizione di Lucca.
Ha circa 200 abitanti e dista da Lucca circa 8 km; si trova nelle colline soprastanti il Serchio vicino ai paesi di Ciciana e Tramonte.
Nel paese di Palmata è possibile vedere un antico mulino recentemente ristrutturato. Esso sfruttava la forza motrice dell'acqua tramite una grande ruota in legno a cui veniva dato il moto grazie al collegamento ad una vasca di raccolta dell'acqua. Tale collegamento era effettuato tramite un canale in pietra sopraelevato (ancora visibile).
L'acqua veniva poi scaricata nel piccolo corso d'acqua che costeggia Palmata e Tramonte; recentemente però la ruota è stata rimossa per motivi di sicurezza in quanto il legno, in cattivo stato, era pericolosamente instabile.

## La Chiesa
Palmata possiede una chiesa, affiancata da una parrocchia e un parco giochi comprensivo di un piccolo campo da pallavolo.
Le origini della chiesa risalgono alla metà del Cinquecento, divenne completamente indipendente nel 1580 andando a possedere un proprio parroco.
Durante l'assedio di Lucca fu distrutta da un incendio appiccato dai soldati fiorentini, venne ricostruita nel 1600 e ristrutturata alla fine dell'Ottocento.
La planimetria attuale fu assunta nel 1923 e il suo aspetto interno nel 1985.
La chiesa di S.Maria Assunta presenta al suo interno numerose tele in cui sono rappresentate la Madonna del Rosario, San Carlo e L'assunzione.
Numerose sono anche le statue, rappresentanti San Carlo, la Madonna col Bambino e l'Assunta.
Al suo interno, inoltre, è situato un organo risalente al 1834 posto sopra la porta principale.
Altra caratteristica della chiesa di Palmata è la grande stella cometa che viene posta fra il campanile e la chiesa stessa ogni anno nel periodo di natale, tale decorazione natalizia è visibile anche dalla piana di Lucca nei pressi di Ponte a Moriano.